# Chylonka
Chylonka – potok, dopływ Zatoki Puckiej o długości 1,59 km.
Potok płynie w Gdyni. Początek potoku znajduje się w południowej części dzielnicy Chylonia, gdzie źródła zlokalizowane są w strefie krawędziowej Pojezierza Kaszubskiego, wypływając wartkim strumieniem z sąsiadujących z dzielnicą lasów. Następnie w Pradolinie Redy-Łeby płynie między innymi uregulowanym korytem przez Park Kiloński i dalej skanalizowany dociera na torfowe łąki, gdzie pod wpływem silnej działalności ludzkiej włącza się do rozległego systemu kanałów i rowów melioracyjnych. Końcowy odcinek potoku to obecnie kanał portowy, do którego wpada Chylonka.
Niegdyś na Potoku Chylońskim, w obecnym miejscu Parku Kilońskiego znajdował się staw, gdzie spiętrzony strumień wody napędzał dwa młyny we wsi Chylonia.